# Gaspendelung
Ein Gaspendelsystem ist eine tanktechnische Einrichtung zur Reduktion von flüchtigen organischen Verbindungen (englisch: VOC, volatile organic compounds) bei der Verteilung und Lagerung von Ottokraftstoffen bei Tankstellen und -lagern (STAGE I).
Durch eine Rückführungsvorrichtung wird beim Umfüllen von Ottokraftstoffen in Lagertanks der verdrängte Teil des Kraftstoff-Luft-Gemisches – der sich im Lagertank oberhalb des flüssigen Ottokraftstoffs befindet – in die Tanks des an- bzw. abliefernden Tankkraftwagens (TKW) zurückgeführt. Diese Maßnahme trägt – wie die Gasrückführung – in erheblichem Maße zu einer Verminderung der Emissionen von Kohlenwasserstoffen bei.
TKW dürfen Ottokraftstoff generell nur durch die Schwerkraft in Lagertanks ablassen. Eine aktive Unterstützung durch eine motorgetriebene Pumpe oder Ähnliches ist gesetzlich verboten. Die im Lagertank verdrängten Kraftstoffdämpfe werden über eine zweite Leitung (die Pendelleitung) in die Tanks des TKW zurückgeführt. Das Verbot gilt nicht für die Ablieferung von Dieselkraftstoff.
Die gesetzlichen Anforderungen an ein solches Gaspendelsystem sind in der Bundesrepublik Deutschland in der Verordnung zur Begrenzung der Emissionen flüchtiger organischer Verbindungen beim Umfüllen und Lagern von Ottokraftstoffen, Kraftstoffgemischen oder Rohbenzin (20. BImSchV) vom 27. Mai 1998 (BGBl. I S. 1174) geregelt, zuletzt geändert am 24. März 2017 (BGBl. I S. 656). Durch diese Verordnung wird die Richtlinie 94/63/EG des Europäischen Parlamentes und des Rates vom 20. Dezember 1994 in deutsches Recht umgesetzt.